# Svensk mesterskab i ishockey 1945
Det svenske mesterskab i ishockey 1945 var det 23. svenske mesterskab i ishockey for mandlige klubhold. Mesterskabet havde deltagelse af 42 klubber og blev afviklet som en cupturnering i perioden 30. januar - 16. marts 1945.
Mesterskabet blev vundet af Hammarby IF, som blev svenske mestre for syvende gang og for tredje gang på fire sæsoner. I finalen vandt Hammarby IF med 3-2 efter forlænget spilletid over de forsvarende mestre fra Södertälje SK under overværelse af 5.527 tilskuere på Stockholms stadion. Efter en målløs første periode bragte Åke Andersson Hammarby IF foran med 1-0 i anden periode, inden Ivan Thunström med to mål senere i perioden, heraf et på straffeslag og et i overtal fem mod fire, vendte kampen til Södertälje SK's fordel. I tredje periode udligende Bror Pettersson til 2-2, hvilket også var stillingen efter ordinær spilletid. Hans Hjelm afgjorde finalen i den forlængede spilletid med sin scoring til 3-2.
Hammarby IF var i SM-finalen for 13. gang i alt og fjerde sæson i træk. Södertälje SK havde kvalificeret sig til slutkampen for 10. gang i alt, og det var sjette gang, at holdet måtte nøjes med sølvmedaljerne. De to hold havde tidligere mødtes i SM-finalerne i 1931 og 1944, hvor Södertälje SK vandt, samt i 1932, 1937 og 1942 med Hammarby IF som sejrherre.
I ottendedelsfinalerne vandt AIK med hele 18-3 over IK Huge, og holdet fortsatte målfesten i kvartfinalerne, hvor IF Göta Karlstad blev besejret med 17-0. Sejrsmarginalerne på 17 og 15 mål er (pr. 2006) fortsat de to største sejre i kampe om det svenske mesterskab i ishockey.

## Resultater

### Første kvalifikationsrunde
| 30. januar  | Åkers IF - Stallarholmens AIF    | 7–1  |
| 30. januar  | Södertälje IF - IFK Tumba        | 7–4  |
| 2. februar  | Strands IF - IK Warpen           | 8–3  |
| 2. februar  | IK Huge - Gefle IF               | 8–7  |
| 3. februar  | Uddens IF - IF Fellows           | 1–4  |
| 7. februar  | IF Göta Karlstad - Forshaga IF   | 9–0  |
| 9. februar  | Sandvikens IF - Strömsbro IF     | 7–2  |
| 11. februar | BK Forward - IF Eyra             | 2–2  |
| 16. februar | Atlas Diesels IF - Stockholms IF | 6–3  |
| 16. februar | Karlbergs BK - Reymersholms IK   | 4–0  |
| 19. februar | AIK - IFK Lidingö                | 10–1 |
| 20. februar | Tranebergs IF - Årsta SK         | 4–3  |
| 20. februar | Västerås SK - IF Aros            | 5–3  |
| 27. februar | Skuru IK - IFK Stockholm         | 0–6  |

#### Omkamp
| 15. februar | BK Forward - IF Eyra | 6–4 |

### Anden kvalifikationsrunde
| 4. februar  | Skellefteå IF - IFK Nyland           | 4–3  |
| 4. februar  | Wifsta/Östrands IF - Strands IF      | 3–2  |
| 6. februar  | Sörhaga IK - IF Fellows              | 4–3  |
| 16. februar | IFK Mariefred - Åkers IF             | 7–2  |
| 16. februar | Brynäs IF - IK Huge                  | 4–5  |
| 18. februar | Mora IK - Sandvikens IF              | 6–5  |
| 21. februar | IF Göta Karlstad - BK Forward        | 4–0  |
| 23. februar | Västerås IK - Västerås SK            | 3–5  |
| 25. februar | UoIF Matteuspojkarna - Södertälje IF | 9–3  |
| 25. februar | Tranebergs IF - Atlas Diesels IF     | 5–3  |
| 2. marts    | IFK Stockholm - Karlbergs BK         | 0–3  |
| 2. marts    | IF Vesta - AIK                       | w.o. |

### Ottendedelsfinaler
| Dato        | Kamp                                 | Res. | Perioder      | Tilsk. | Spillested |
| ----------- | ------------------------------------ | ---- | ------------- | ------ | ---------- |
| 16. februar | Wifsta/Östrands IF - Skellefteå IF   | 6–4  |               |        |            |
| 24. februar | Västerås SK - Hammarby IF            | 3–10 | 2-1, 0-2, 1-7 | 600    |            |
| 25. februar | IF Göta Karlstad - Sörhaga IK        | 8–1  |               |        |            |
| 4. marts    | Karlbergs BK - Mora IK               | 6–2  |               |        |            |
| 4. marts    | AIK - IK Huge                        | 18–3 |               |        |            |
| 4. marts    | UoIF Matteuspojkarna - IFK Mariefred | 6–3  |               |        |            |
| 4. marts    | Södertälje SK - Tranebergs IF        | 10–2 |               |        |            |
| 4. marts    | IK Göta - Nacka SK                   | 3–2  |               |        |            |

### Kvartfinaler
| Dato      | Kamp                                 | Res. | Perioder      | Tilsk. | Spillested |
| --------- | ------------------------------------ | ---- | ------------- | ------ | ---------- |
| 4. marts  | Wifsta/Östrands IF - Hammarby IF     | 0–6  | 0-3, 0-1, 0-2 | 1.200  |            |
| 9. marts  | IK Göta - Karlbergs BK               | 4–3  |               |        |            |
| 9. marts  | Södertälje SK - UoIF Matteuspojkarna | 3–0  |               |        |            |
| 11. marts | AIK - IF Göta Karlstad               | 17–0 |               |        |            |

### Semifinaler
| Dato      | Kamp                  | Res. | Perioder      | Forl. | Tilsk. | Spillested         |
| --------- | --------------------- | ---- | ------------- | ----- | ------ | ------------------ |
| 10. marts | Hammarby IF - IK Göta | 4–3  | 1-2, 2-1, 0-0 | 1-0   | 735    | Stockholms stadion |
| 13. marts | Södertälje SK - AIK   | 6–3  |               |       |        |                    |

### Finale
| Dato      | Kamp                        | Res. | Perioder      | Forl. | Tilsk. | Spillested         |
| --------- | --------------------------- | ---- | ------------- | ----- | ------ | ------------------ |
| 16. marts | Hammarby IF - Södertälje SK | 3–2  | 0-0, 1-2, 1-0 | 1-0   | 5.527  | Stockholms stadion |

## Spillere
Hammarby IF's mesterhold bestod af følgende spillere:
- Stig Emanuel "Stickan" Andersson (6. SM-titel)
- Åke "Plutten" Andersson (5. SM-titel)
- Sven "Svenne Berka" Bergquist (5. SM-titel)
- Hans Hjelm (1. SM-titel)
- Kurt "Kurre Kjellis" Kjellström (3. SM-titel)
- Gunnar "Robert Taylor" Landelius (3. SM-titel)
- Holger "Hogge" Nurmela (3. SM-titel)
- Bror "Lulle" Pettersson (2. SM-titel)
- Sture Åström (1. SM-titel)